# Шврчек, Ян
Ян Шврчек (чеш. Jan Švrček; 17 апреля 1986, Пршеров, Чехословакия) — чешский хоккеист, защитник. В настоящее время играет за клуб чешской Экстралиги «Оломоуц».

## Биография
Ян Шврчек является воспитанником клуба «Пршеров». Помимо родного клуба Шврчек играл в чешской первой лиге за «Простеёв» и в Экстралиге за команды «Зноймо», «Злин», «Комета Брно» и «Спарта Прага».
Летом 2018 года перешёл в клуб «Оломоуц».

## Достижения
- Серебряный призёр чешской Экстралиги 2012 и 2016
- Бронзовый призёр чешской Экстралиги 2014
- Финалист Лиги чемпионов 2017
- Лучший хоккеист Экстралиги 2014 по показателю полезности (+37)

## Статистика
Обновлено на конец сезона 2020/2021
- Чешская экстралига — 699 игр, 97 очков (22+75)
- Чешская первая лига — 98 игр, 14 очков (6+8)
- Чешская вторая лига — 27 игр, 4 очка (1+3)
- Европейский трофей — 23 игры, 3 очка (1+2)
- Лига чемпионов — 22 игры, 2 очка (0+2)
- Всего за карьеру — 869 игр, 120 очков (30+90)